# Пам'ятки архітектури України (серія монет)
Пам'ятки архітектури України — серія ювілейних та пам'ятних монет, започаткована Національним банком України в 2002 році.
|                               |  |  |
| Золота монета - Золоті ворота |  |  |

## Монети в серії
У серію включені такі монети:
- Пам'ятна монета «Собор Різдва Богородиці в Козельці»
- Пам'ятна монета «Ханський палац у Бахчисараї»
- Пам'ятна монета «Генуезька фортеця у місті Судак»
- Пам'ятна монета «Лівадійський палац»
- Пам'ятна монета «Почаївська лавра»
- Пам'ятна монета «Золоті ворота»
- Пам'ятна монета «Собор святого Юра»
- Пам'ятна монета «Свято-Успенська Святогірська лавра»
- Пам'ятні монети «Кирилівська церква»
- Ювілейні монети «120 років Одеському державному академічному театру опери та балету»
- Пам'ятні монети «Ластівчине гніздо»
- Пам'ятна монета «Монастир Сурб Хач»
- Пам'ятна монета «Церква Святого Духа в Рогатині»
- Пам'ятна монета «Зимненський Святогірський Успенський монастир»
- Пам'ятна монета «Андріївська церква»
- Пам'ятна монета «Єлецький Свято-Успенський монастир»
- Пам'ятна монета «Синагога в Жовкві»
- Пам'ятна монета «Будинок з химерами»
- Пам'ятна монета «700 років мечеті хана Узбека і медресе»
- Пам'ятна монета «Успенський собор у м. Володимирі-Волинському»
- Пам'ятна монета «Підгорецький замок»
- Пам'ятна монета «Костьол святого Миколая»
- Пам'ятна монета «Старий замок у м. Кам'янці-Подільському»
- Пам'ятна монета «Катерининська церква в м. Чернігові»
- Пам'ятна монета «Меджибізька фортеця»
- Пам'ятна монета «Замок Паланок»